# 古澤琢
古澤 琢（ふるさわ たく、1971年8月12日 - ）は、テレビ朝日の社員で、元同局アナウンサー。

## 人物
早稲田大学高等学院を経て早稲田大学教育学部卒業後、1996年入社。大学時代はヨット部に所属していた。
三兄弟の次男。実兄は、音楽ユニットparis match元メンバーの古澤大、実弟は音楽プロデューサーの古澤多希。
私生活では1度の離婚歴があり、2007年8月28日のアナウンサーズのトップページの垂れ幕にて、同期のアナウンサー・川島淳の育児日記パパママVOICEの一言で「36歳バツイチにとって、川島家は時に眩しすぎて……涙が」と書かれていた。その後「やじうまプラス」2008年1月5日分のブログにて再婚したことを発表した。
2012年7月1日付人事異動でアナウンス部を離れ、別部署に異動することとなった。アナウンサーとしての最後の仕事は、7月1日に両国国技館にて開催され、朝日ニュースター（CS放送）で生中継を行った『全日本プロレス＆新日本プロレス創立40周年記念興行』のメインイベント（IWGPヘビー級選手権試合／棚橋弘至vs真壁刀義戦）の実況アナウンスであった。7月4日に異動先が宣伝部であることを自ら発表している。現在は同局の看板ドラマ「相棒」などの宣伝を行っている。

## 過去の担当番組
いずれも宣伝部に異動
- やべっちFC〜日本サッカー応援宣言〜（宣伝）
- ノブナカなんなん?（宣伝）

いずれも、アナウンサー時代に担当。
報道・情報番組
| 期間       | 期間      | 番組名              | 役職                                                                        |
| ---------- | --------- | ------------------- | --------------------------------------------------------------------------- |
| 1998年4月  | 1998年3月 | 早起き!チェック     | 水曜日スポーツ担当                                                          |
| 1998年4月  | 1998年3月 | やじうまワイド      | 水曜日朝刊コーナー担当                                                      |
| 1998年10月 | 1999年3月 | やじうまワイド      | 火曜日朝刊コーナー担当                                                      |
| 2001年4月  | 2002年6月 | やじうまワイド      | 木曜日朝刊コーナー担当                                                      |
| 2002年7月  | 2003年3月 | やじうまプラス      | 土曜版芸能コーナー担当                                                      |
| 2003年10月 | 2004年3月 | やじうまプラス      | 金曜日・土曜版芸能コーナー担当                                              |
| 2004年4月  | 2004年6月 | やじうまプラス      | 月～木曜日芸能コーナー担当                                                  |
| 2004年7月  | 2006年3月 | やじうまプラス      | 平日芸能コーナー担当                                                        |
| 2006年4月  | 2010年3月 | やじうまプラス      | 4・5時台（当時）総合司会兼『ANNニュース』担当キャスター ※いずれも、平日担当 |
| 2007年4月  | 2010年3月 | やじうまプラス      | 平日ニュース担当                                                            |
| 2010年4月  | 2010年9月 | スーパーJチャンネル | 平日ニュースレポーター担当                                                  |
| 2010年4月  | 2010年9月 | やじうまサタデー    | ニュース担当                                                                |
| 2010年10月 | 2011年9月 | やじうまテレビ!     | 土曜版ニュース担当                                                          |

実況を担当した番組
- ワールドプロレスリング（実況担当、2001年10月 - 2012年7月）
- 頑張る人応援バラエティ 体育の時間（実況担当）

## 同期アナウンサー
- 川島淳
- 萩野志保子
- 吉元潤子（退社）